# Acraea mombasae
Acraea mombasae är en fjärilsart som beskrevs av Grose-smith 1889. Acraea mombasae ingår i släktet Acraea och familjen praktfjärilar. Inga underarter finns listade i Catalogue of Life.